# Episodi de I Cesaroni (sesta stagione)

Logo della sesta stagione

La sesta stagione della serie televisiva I Cesaroni è andata in onda dal 3 settembre al 19 novembre 2014 ed è composta da 12 episodi.
| nº | Titolo                           | Prima TV Italia   |
| -- | -------------------------------- | ----------------- |
| 1  | Giulio e i suoi fratelli         | 3 settembre 2014  |
| 2  | Due cuori e una speranza         | 10 settembre 2014 |
| 3  | Paura e delirio alla Garbatella  | 16 settembre 2014 |
| 4  | Sesso, bugie e webseries         | 23 settembre 2014 |
| 5  | La stanza della figlia           | 28 settembre 2014 |
| 6  | Basso tradimento                 | 5 ottobre 2014    |
| 7  | Il bene e il malore              | 12 ottobre 2014   |
| 8  | Per un pugno di Mimmo            | 19 ottobre 2014   |
| 9  | I ragazzi del lago               | 26 ottobre 2014   |
| 10 | C'era un figlio in America       | 9 novembre 2014   |
| 11 | Il più bel giorno della sua vita | 12 novembre 2014  |
| 12 | Ti amo troppo per (non) dirtelo  | 19 novembre 2014  |

## Giulio e i suoi fratelli
- Diretto da: Francesco Pavolini
- Scritto da: Eleonora Babbo, Fabrizio Cestaro, Valerio Cilio, Stefano Di Santi, Federico Favot, Simona Giordano, Francesco Magali

### Trama
Giulio, sei mesi dopo la quinta stagione, mostra i cambiamenti avvenuti nella Garbatella negli ultimi tempi. Lucia è partita assieme alla figlia Eva per New York, dove vive da quando Marco non era voluto tornare con lei perché ormai innamorato di Maya, e vi starà fino a quando la giovane Cudicini non riuscirà ad adattarsi alla nuova vita con la piccola Marta. Stefania viene ospitata a casa Cesaroni dopo che Ezio ha deciso di lasciarla e di partire con un'altra; la donna, provata da questo tradimento e non essendosi più risposata con lui, come scoperto sei mesi fa, assume un atteggiamento più "mascolino" diventando più aggressiva e ossessiva nei confronti dei maschi, mettendo anche a disagio le coppie di fidanzati, compreso l'ormai liceale e non più bambino Mimmo. Francesco, tornato dalla Grecia da tre mesi, attende l'arrivo di Alice. Al posto dei Barilon, trasferitisi, ritorna Sofia Scaramozzino, appena arrivata da Mantova e vedova di un chirurgo, accompagnata dall'amica Annamaria e dai suoi tre figli: Nina, Irene e Ivan. Questi però sono contrari al trasferimento e si sentono molto a disagio. Alice, che dopo il diploma e le vacanze estive in Grecia era andata dalla sorella Eva per aiutarla, torna da New York accolta calorosamente da tutti, tranne che da Rudi, preso dai suoi studi di Scienze politiche all'università e anche perché ancora innamorato di lei. Stefania sospetta che Sofia sia tornata a Roma per Giulio: infatti quando lui era sposato con la prima moglie, Sofia aveva un debole per lui, tra l'altro l'arrivo di Sofia turba molto Giulio, come se lui nascondesse qualcosa. Comunque dopo vent'anni Giulio e Sofia hanno modo di rivedersi e sembra che tra i due ci sia una certa attrazione. Intanto Giulio, Cesare e Augusto sono alla ricerca del quarto fratello e riescono, dopo un po' di difficoltà, a rintracciare il suo studio legale, infatti è un avvocato, scoprendo però che di cognome non si fa chiamare Cesaroni, bensì Vitale: Annibale Vitale. I tre fratelli organizzano così un colloquio con Annibale, ma all'incontro lui si presenta facendosi chiamare come il suo socio in affari Luigi Romeo, e racconta ai Cesaroni che Annibale è morto in un incidente. In realtà è proprio lui Annibale Cesaroni, solo che l'uomo non vuole avere nulla a che fare con i tre. Alice intanto parla con Rudi della lettera speditagli mesi prima, ma Rudi afferma di non aver mai ricevuto nessuna lettera, Alice così ora è sempre più confusa. Mimmo confessa a Rudi che era stato lui a nascondere la lettera di Alice. Rudi capisce che la sorella è ancora innamorata di lui, così entrambi si lasciano trasportare dalla passione finendo a letto insieme. Francesco decide di chiedere ad Alice di sposarlo, ma lei, nonostante non si senta ancora pronta perché ancora innamorata di Rudi, accetta la proposta. Sofia rivela a Giulio che Luigi Romeo in realtà è Annibale, figlio del padre Romolo e di Norina, la defunta donna di servizio di casa Scaramozzino, prima che Sofia si trasferisse 20 anni prima. Nel frattempo, in bottiglieria si presenta Pamela, che è tornata dalla Svizzera dove aveva accompagnato Matilde per una vacanza-studio. Cesare ci rimane veramente male quando scopre che la figlia è voluta restare in Svizzera, arrivando a litigare con Pamela. Cesare decide quindi di andarsene da casa e di trasferirsi dal fratello Giulio. A fine puntata si scopre che la figlia maggiore di Sofia, Nina, è figlia della relazione clandestina con Giulio, diversamente da Irene e Ivan.
- Ascolti Italia: telespettatori 4 781 000 - share 20,85%[1]

## Due cuori e una speranza
- Diretto da: Francesco Pavolini
- Scritto da: Sofia Assirelli, Eleonora Babbo, Fabrizio Cestaro, Valerio Cilio, Stefano Di Santi, Federico Favot, Simona Giordano, Francesco Magali, Flavia Scaramozzino

### Trama
La puntata inizia con Sofia che riflette sulle motivazioni del suo trasferimento a Roma. Si viene a conoscenza del fatto che alla base di ciò non vi sia una proposta di lavoro, bensì un problema al cuore della donna, che la porta a Roma dove sta svolgendo una cura sperimentale per risolvere la sua malattia. Intanto Pamela si reca da Stefania per confessarle che intende andare da Cesare a chiedergli scusa per il suo comportamento, ma Stefania convince l'amica a non farlo, poiché, dopo quello che ha vissuto con Ezio, per la donna la colpa di un litigio tra coppie è sempre degli uomini. Intanto Giulio segue Annibale cercando di convincerlo ad entrare nella sua famiglia, ma l'avvocato non ne vuole sapere di loro, infatti suo padre ha sempre preferito i tre fratelli a lui. Intanto per Augusto si prepara il momento di tornare in America dal figlio Corrado: Giulio e Cesare gli fanno trovare un biglietto per New York prenotato per tre giorni dopo, ma il fratello maggiore non ne vuole sapere di lasciare la capitale. Alice è sempre più combattuta: da una parte Francesco, che le chiede nuovamente di passare la vita insieme in un modo più originale e romantico, e dall'altra il fratellastro Rudi, che vuole scappare con lei per tre giorni, in modo da capire come sarebbe un'eventuale vita amorosa tra i due. Stefania riesce a convincere Pamela ad accantonare l'idea di dover chiedere scusa al marito. Augusto, che ha vissuto 'a scrocco' fino a quel momento, decide di aiutare i fratelli in bottiglieria, e gli affari vanno a gonfie vele e il locale si riempie di clienti, grazie alle conoscenze in marketing del Cesaroni. Nina, al bar di Francesco, incontra il suo fidanzato con la moglie e, quando i due se ne vanno, la ragazza decide di andare a casa del medico per convincerlo a lasciare la moglie per lei. Durante il tragitto in macchina con Francesco, Nina scorge in un parco Alice e Rudi che si baciano, ma riesce ad evitare che anche il quasi marito di lei li veda. Giulio, per cercare di convincere il nuovo fratello ad entrare in famiglia, decide di offrirgli le quote della bottiglieria; inizialmente Cesare e Augusto non sono d'accordo sulla decisione presa da Giulio, ma alla fine accettano. Nel frattempo, in bottiglieria, i quattro fratelli vengono assaliti dal marito di una cliente che aveva ricevuto avances da Augusto, così i quattro fratelli, per evitare il pestaggio, fingono di essere due coppie gay, inscenando una situazione divertente. Per festeggiare le nuove quote della bottiglieria, i quattro fratelli cenano a casa di Giulio, dove Annibale confessa ai fratelli di essere omosessuale. Tutti e tre però non prendono sul serio la cosa e restano convinti del fatto che la sua sia solo una battuta. Nelle scene finali, Rudi aspetta Alice per la loro fuga d'amore, ma lei non si presenta; Giulio viene a conoscenza della malattia di Sofia, la quale le confessa che lui è l'unico a saperlo. Francesco raggiunge Nina sotto casa di Federico, ma, appena passa in macchina, vede sia lui che la ragazza baciarsi. Francesco così se ne va deluso e fa un incidente.
- Ascolti Italia: telespettatori 4 152 000 - share 17.52%[2]

## Paura e delirio alla Garbatella
- Diretto da: Francesco Pavolini
- Scritto da: Eleonora Babbo, Fabrizio Cestaro, Valerio Cilio, Stefano Di Santi, Federico Favot, Simona Giordano, Francesco Magali

### Trama
Rudi è andato in stazione ad aspettare Alice per la loro partenza, ma lei non si è presentata; così Rudi torna a casa visibilmente a pezzi e Mimmo lo aiuta a mettersi a letto. Intanto Cesare, Giulio e Augusto discutono sul fatto se Annibale è davvero gay. I tre fratelli poi, scoprono che lo è veramente e così decidono di dare una festa per Luigi (oltre a essere suo socio è pure suo marito) per il suo onomastico. Luigi in realtà vuole solo provocarli, riuscendo infatti a scatenare la rabbia di Cesare, che ancora non riesce ad accettare il fatto che suo fratello sia gay. Nel frattempo Nina suona alla porta di casa di Giulio visibilmente sconvolta e avverte la famiglia che Francesco ha avuto un incidente. Giulio va a casa di Alice e Francesco e avverte la ragazza di quanto accaduto. Alice è sconvolta e non dice una parola. Nel frattempo Mimmo sveglia Rudi e gli dice che cosa è successo, Rudi giustifica così il motivo per il quale Alice non si è presentata alla stazione. La verità è che Alice la sera prima aveva deciso di rimanere con Francesco. Intanto Luigi discute con Annibale sul fatto che i suoi fratelli sono come il padre, cioè retrogradi e omofobi e che quindi di conseguenza non accetteranno mai la situazione sentimentale tra i due. Annibale convince però Luigi a riappacificarsi con i Cesaroni. Alice si decide a parlare e sotto consiglio di Stefania si dirige all'ospedale, dicendo a Rudi di non amarlo. Mentre la ragazza è in stanza con Francesco, mentre lui è in coma, Alice gli rivela di averlo tradito con Rudi. Qualche attimo dopo Francesco si risveglia. Sofia si accorge invece che Nina si sta frequentando con il suo professore: quest'ultima, dopo aver ricevuto una predica da sua madre, decide di andarsene di casa e, sulla strada, accusa Giulio, testimone della scena, di aver fatto la spia raccontando tutto a sua madre.
- Ascolti Italia: telespettatori 3 952 000 - share 16,05%[3]

## Sesso, bugie e webseries
- Diretto da: Francesco Pavolini
- Scritto da: Eleonora Babbo, Fabrizio Cestaro, Valerio Cilio, Stefano Di Santi, Federico Favot, Simona Giordano, Francesco Magali

### Trama
Stefania cerca di fare ad Annibale delle pressioni per cercare Ezio, dato che a suo dire le deve gli alimenti, nonostante legalmente non siano sposati, Annibale fa fatica a gestire il suo carattere maniacale. Mimmo e i suoi amici vogliono mettere in piedi una webseries, dove la ragazza di Mimmo interpreterà la protagonista, ma Mimmo non trova il coraggio di dirle che è negata come attrice. Francesco è ospite dei Cesaroni, intanto Alice cerca di tenere Nina lontana da lui per evitare che le dica della sua scappatella con Rudi. Pamela nel frattempo ha bisogno di soldi per mandare Matilde in viaggio a Londra, ma non ha il coraggio di dirlo a Cesare. Così è Augusto che cerca di aiutarla prelevando un po' di contante dalla cassa della bottiglieria. Cesare però inizia a sospettare che il fratello abbia ripreso a giocare ai cavalli, e quindi chiede ad Annibale di seguirlo. Quest'ultimo, dopo averlo visto con Pamela, pensa erroneamente che Augusto abbia una relazione clandestina con la donna, e non sa se dirlo a Cesare. Giulio e Sofia decidono di conoscere meglio l'uomo sposato con il quale Nina ha intrecciato una storia. Facendosi visitare da lui, Giulio scopre che l'uomo in questione ha un appuntamento con un'infermiera, così Sofia pensa che sia l'occasione buona per Nina di vedere che persona Federico sia in realtà. Nina va a trovare Francesco, i due però hanno un'accesa discussione sul fatto che Federico non darà mai a Nina ciò che lei veramente vuole, la ragazza arrabbiata insinua così il dubbio in Francesco sulla fedeltà di Alice. Giulio scopre che Sofia ha portato Nina nel ristorante in cui Federico ha prenotato per cenare con l'infermiera, dunque cerca di fermarla per evitare che faccia un errore: arrivato sul posto, però, viene rivelato che Federico e l'infermiera stavano solo prendendo parte a una cena tra colleghi. Nina comprende che quella della madre era solo una strategia per screditare Federico, quindi si arrabbia con lei e anche con Giulio. Durante una cena a casa Cesaroni, Annibale perde il controllo parlando con Stefania, affermando che la vendetta non è la soluzione ai suoi problemi, e che da quando Ezio l'ha lasciata lei si è trasformata in una donna esacerbata e rabbiosa; inoltre l'uomo rivela a Cesare che Augusto ha una relazione con Pamela. Cesare si arrabbia col fratello, ma poco dopo lui gli confessa la verità. Cesare decide così di prestare a Pamela i soldi per Matilde. Mimmo e i suoi amici girano l'episodio della loro webseries nello studio legale di Annibale, il quale si chiarisce con Stefania. Quest'ultima lo ringrazia per la sua sincerità affermando che aveva ragione, e che è stato l'unico ad avere il coraggio di dirle la verità. Durante le riprese dell'episodio, Chiara scopre che Mimmo l'ha sostituita con Irene, e ci rimane molto male. Francesco inizia a cogliere dei segnali riguardo Rudi e Alice, inoltre non riesce a togliersi dalla testa le insinuazioni di Nina. Annibale, durante una conversazione con i suoi fratelli, li informa che Nina non è la figlia del defunto marito di Sofia, infatti la madre di Annibale (al tempo in cui lavorava per la famiglia di Sofia) gli rivelò che Sofia rimase incinta poco prima di lasciare Roma; Giulio inizia ad agitarsi e quindi corre da Sofia, l'episodio si conclude con Giulio che chiede a Sofia, in maniera diretta, se Nina è sua figlia, e lei imbarazzata non trova il coraggio di rispondergli confermando i timori di Giulio.
- Ascolti Italia: telespettatori 3 066 000 - share 11,90%[4]

## La stanza della figlia
- Diretto da: Francesco Pavolini
- Scritto da: Eleonora Babbo, Fabrizio Cestaro, Valerio Cilio, Stefano Di Santi, Federico Favot, Simona Giordano, Francesco Magali

### Trama
Giulio insiste con Sofia che è necessario dire a Nina la verità riguardo alla sua paternità. Sofia è incerta, ma decide di accompagnare Nina da Federico a Rimini, in auto, così le due avranno modo di parlare con calma. I Cesaroni intanto badano a Irene e Ivan. Quest'ultimo decide di costruire una casetta sull'albero con l'aiuto di Cesare. Francesco esige delle spiegazioni da Alice, specialmente dopo che Nina gli ha rivelato del bacio tra lei e Rudi. Quest'ultimo però decide di prendersi tutta la colpa per non mettere nei guai Alice, ma alla fine la ragazza confessa la verità a Francesco, cioè che è stata lei a baciare Rudi e non viceversa, Francesco in collera decide di allontanarla. Mimmo, capendo di provare dei sentimenti per Irene, decide di chiudere con Chiara. Giulio, frustrato per la questione di Nina, ne parla con Annibale, il quale afferma che per il bene della ragazza, lei non dovrebbe sapere che Giulio è suo padre, specialmente perché il defunto marito di Sofia è stata l'unica figura paterna di Nina, e sapere la verità potrebbe farle male. In viaggio per Rimini, l'auto di Sofia rimane a secco, quindi lei e la figlia rimangono a dormire nella casa di una gentile vecchietta. Durante la notte, madre e figlia parlano e Sofia confessa a Nina che vent'anni prima andò a letto con Giulio, nonostante questi fosse sposato. Sofia all'ultimo momento però, non riesce a dire alla figlia che Giulio è suo padre. Irene avverte Giulio che Sofia ha bisogno di aiuto con l'auto perché è rimasta a secco. L'uomo intanto, vedendo la stanza di Irene e Nina, guarda le foto della figlia insieme al suo padre adottivo. Infine l'uomo raggiunge Sofia e Nina, e passa un bel momento con la figlia. Decide così di non dirle niente riguardo alla sua paternità, perché comprende che la ragazza ha già avuto una figura paterna presente. Pamela cerca di farsi perdonare da Cesare scusandosi con lui per il suo comportamento, Cesare la perdona e i due fanno l'amore dentro la bottiglieria. In un primo momento i due sembravano in procinto di riconciliarsi, ma quando Cesare le propone di avere un bambino (specialmente dopo aver passato del tempo con Ivan) i due litigano nuovamente a causa del fatto che Pamela non se la sente di diventare madre per la seconda volta. Quindi marito e moglie si separano ancora una volta perché capiscono di volere cose diverse. Nina va a Rimini da sola, mentre Giulio riporta a casa Sofia. Tornati alla Garbatella, Sofia confessa a Giulio che lei non gli disse niente della gravidanza perché lui, nonostante la scappatella, amava sua moglie e non voleva distruggere la sua famiglia.
- Ascolti Italia: telespettatori 3 455 000 - share 14,39%[5]

## Basso tradimento
- Diretto da: Francesco Pavolini
- Scritto da: Eleonora Babbo, Fabrizio Cestaro, Valerio Cilio, Stefano Di Santi, Federico Favot, Simona Giordano, Francesco Magali

### Trama
Marco torna a Roma e tutti sono felici di rivederlo, inoltre il ragazzo cerca di stare vicino a Francesco. Marco scopre proprio da quest'ultimo che Alice lo ha tradito con Rudi. Annibale e Luigi dovranno trasferirsi a Madrid, così potranno adottare un bambino, ma Annibale non sa come dirlo ai suoi fratelli. Anche Barilon torna a Roma, e Stefania, Cesare, Augusto e Annibale capiscono che il suo ritorno è correlato con Ezio. Nina cerca di aiutare Francesco convincendolo ad andare dal fisioterapista, ma lui non ha la forza di rimettersi in piedi, però la ragazza non molla e gli dà comunque il suo sostegno, facendogli capire che, nonostante gli sbagli di Alice, è solo lui che si sta rovinando la vita. Grazie alle sue parole, Francesco ritrova la forza di ricominciare da capo. Rudi e Mimmo aiutano Irene a superare un compito in classe molto difficile imbrogliando, la ragazza esprime a Rudi la sua gratitudine baciandolo, infine si allontana da lui sorridendo. Rudi arriva alla conclusione che, a causa dell'amore non corrisposto di Alice, lui è cambiato, arrivando a non sorridere più. Rudi vuole quindi tornare ad essere il ragazzo spensierato di una volta, però le cose si complicano quando scopre che Mimmo sì è preso una cotta per Irene. Giulio scopre che Alice e Francesco si sono lasciati, e che la ragazza vive a casa di un'amica, quindi la convince a tornare a vivere da lui. Quando tornano a casa, Giulio origlia una conversazione tra Marco e Rudi, dove scopre tutto quello che è successo tra Rudi e Alice. Giulio si arrabbia, riflettendo sul fatto che da quando lui e Lucia si sono sposati, lui non ha avuto nessun controllo sui suoi figli, ma Marco gli fa capire che è difficile confrontarsi con lui perché Giulio rappresenta l'uomo perfetto. L'uomo però lo contraddice confessandogli il suo segreto, cioè che Nina è sua figlia, avuta da una relazione con Sofia vent'anni prima, quando era ancora sposato con sua madre. Stefania, dopo aver scoperto che Ezio vive in Brasile, decide di andare a trovarlo per rinfacciargli il suo odio, ma segretamente vuole pure fare un tentativo per ricostruire il loro matrimonio. Cesare, Augusto e Annibale, però, la fermano perché Ezio ha intenzione di sposare la sua nuova fidanzata, infatti i fratelli Cesaroni hanno scoperto che Barilon era venuto a Roma, su richiesta di Ezio, per ritirare le carte del matrimonio, e inoltre lui gli farà da testimone. Stefania ci rimane male perché ormai comprende che il suo matrimonio è finito, ma anche Cesare e Augusto sono avviliti perché ormai Ezio non fa più parte della famiglia, visto il modo orribile in cui ha lasciato Stefania. Marco torna a Londra salutando amici e parenti, inoltre abbraccia pure sua sorella Nina. Luigi è ansioso di partire per Madrid, ma Annibale non se la sente perché ora che ha dei fratelli, non vuole rinunciare a loro, inoltre ammette pure che non è pronto per diventare padre. Lui e Luigi litigano, e quindi Annibale si stabilisce da Giulio per un po' di tempo.
- Guest star: Matteo Branciamore (Marco Cesaroni), Giancarlo Ratti (Antonio Barilon)
- Ascolti Italia: telespettatori 3 138 000 - share 11,82%[6]

## Il bene e il malore
- Diretto da: Francesco Pavolini
- Scritto da: Eleonora Babbo, Fabrizio Cestaro, Valerio Cilio, Stefano Di Santi, Federico Favot, Simona Giordano, Francesco Magali

### Trama
Annibale rimane a vivere con i suoi fratelli, non dicendo loro il motivo che lo ha spinto a separarsi da Luigi. Nel frattempo però riallaccia i rapporti con la sua vecchia band, l'Orchestraccia, i quali suoneranno in un locale. Ivan cerca di sistemare la madre con un uomo, Giuseppe, il padre di un suo compagno di scuola. Lucia invita Giulio a raggiungerla in America con un biglietto aereo, intanto Cesare e Augusto notano il legame che si sta creando tra il fratello e Sofia, quindi iniziano a pensare che forse i due hanno una relazione. Irene cerca di far ritornare Mimmo con Chiara, ma il ragazzo ha occhi solo per lei, e quindi le dichiara il suo amore davanti a tutta la scuola, facendo una figuraccia dato che lei non lo ricambia. Durante il concerto dell'Orchestraccia, Annibale prende parte all'esibizione, suonando con la sua vecchia band davanti ai suoi fratelli. Inoltre anche Sofia e Giuseppe si presentano al locale per il loro appuntamento. Francesco decide di chiudere il bar, dato che per metà è di Alice, tagliando l'ultimo legame che lo lega alla ragazza, ma Alice sorprende il ragazzo con una controproposta: lei si assumerà la completa responsabilità del bar rilevando le quote di Francesco. Cesare e Augusto nel frattempo scoprono la verità sul legame di Giulio e Sofia, l'uomo si è legato tanto alla donna perché è l'unico che conosce il suo segreto riguardo al suo problema al cuore. A breve, infatti, la donna avrà bisogno di un donatore perché la cura sperimentale ha smesso di funzionare. Sofia prega Cesare e Augusto di non dirlo a nessuno. Stefania cerca di far tornare Luigi insieme ad Annibale, chiedendo all'Orchestraccia di suonare la loro canzone, ma la cosa non funziona. Annibale così confessa a Stefania la verità, cioè che Luigi vuole avere un bambino, mentre lui non se la sente. Rudi parla con Irene dicendole chiaramente che deve dimenticarlo, perché lui non prova niente per lei. Ivan si rende conto che sua madre non è molto presa da Giuseppe, comprendendo che parte della ragione è dovuta al fatto che prova dei sentimenti per Giulio, il quale per restarle vicino decide di non andare in America da Lucia.
- Guest Star: Beniamino Marcone (Diego Bucci), Giulia Luzi (Jolanda Bellavista) e L'Orchestraccia (se stessi).
- Altri interpreti: Alberto Gimignani (Giuseppe)
- Ascolti Italia: telespettatori 3 294 000 - share 13,24%[7]

## Per un pugno di Mimmo
- Diretto da: Francesco Pavolini
- Scritto da: Eleonora Babbo, Fabrizio Cestaro, Valerio Cilio, Stefano Di Santi, Federico Favot, Simona Giordano, Francesco Magali

### Trama
Irene ha iniziato ad adottare un comportamento ostile e cinico dopo la sua conversazione con Rudi, inoltre inizia a frequentare Alessio, un suo compagno di scuola poco raccomandabile, del quale Mimmo è geloso. Francesco conosce la sua nuova fisioterapista per la quale inizia a provare attrazione, suscitando le gelosie di Alice, la quale continua a odiare Nina per le sue intromissioni nel suo rapporto con Francesco, ma Nina cerca di far capire alla ragazza che non è stata colpa sua, e che è stata Alice a rovinare tutto. Alessio mette in piedi un'occupazione dentro la scuola, Irene quindi decide di passarvi la notte nonostante il parere contrario di Sofia. Anche Mimmo decide di prendere parte all'iniziativa, durante la nottata, però, Alessio inizia a importunare Irene, a quel punto Mimmo interviene per difenderla, ma alla fine è Irene a dare una lezione ad Alessio, quindi lei e Mimmo tornano alla Garbatella. Francesco e la sua fisioterapista decidono di vedersi per una cena romantica, ma Nina rovina tutto facendole credere che Francesco è uno scambista, quindi la donna si tira indietro. Nina racconta tutto ad Alice, le due si divertono molto insieme ubriacandosi, inoltre entrano nella casa di Giulio svegliandolo, Nina rivela a Giulio che pur non conoscendolo da molto, gli vuole bene. Annibale aiuta Ivan a far apprezzare ai suoi compagni di scuola il supereroe da lui creato, l'Uomo Verde, riuscendo nell'impresa, inoltre Stefania rimarca il fatto che secondo lei Annibale sarebbe un ottimo padre. Rudi racconta a Mimmo la verità, cioè che Irene si è presa una cotta per lui, ma rassicura il fratello dicendogli che non prova niente per lei. Nina confessa la verità a Francesco sul sabotaggio della cena, ma si giustifica dicendo che continuare ad odiare e a punire Alice non è la cosa giusta da fare. Uscito di casa, Rudi vede Irene e i due discutono, nonostante Rudi affermi di non provare niente per lei, i due si baciano, Mimmo li coglie sul fatto e preso dalla rabbia colpisce Rudi con un pugno, i due fratelli Cesaroni iniziano a picchiarsi, ma alla fine Giulio interviene per fermarli: Mimmo, ferito e arrabbiato, si allontana.
- Guest star: Giancarlo Ratti (Antonio Barilon).
- Altri interpreti: Desirée Noferini (Arianna)
- Ascolti Italia: telespettatori 3 513 000 - share 13,61%[8]

## I ragazzi del lago
- Diretto da: Francesco Pavolini
- Scritto da: Eleonora Babbo, Fabrizio Cestaro, Valerio Cilio, Stefano Di Santi, Federico Favot, Simona Giordano, Francesco Magali

### Trama
Giulio e i suoi fratelli decidono di andare in campeggio dove un tempo li portava loro padre, invitando anche Annibale, inoltre Giulio porta con sé anche Mimmo e Rudi, nella speranza di riavvicinarli e fargli superare le loro diatribe. Irene invece si è rinchiusa nella sua stanza e non parla con nessuno, mentre Alice è disperata perché ha perso l'anello di fidanzamento che gli ha regalato Francesco e non riesce più a trovarlo. Intanto Nina deve studiare per il suo esame di medicina, e non riuscendo a concentrarsi decide di andare a casa di Francesco per studiare: Francesco non riesce a capire perché Nina voglia fare il medico visto che quello è un lavoro freddo e metodico, mentre lei è una persona energica e vivace. Durante il campeggio Annibale confessa a Giulio la verità sulla sua separazione con Luigi, sul fatto che non vuole avere un figlio. Purtroppo le cose tra Rudi e Mimmo non migliorano, visto che il fratello minore ha iniziato a maturare l'idea che se Rudi non si fosse messo in mezzo tra lui e Irene, ora Mimmo starebbe con lei, ma Rudi cerca di fargli capire che non è così perché Irene non ha mai provato niente di più di un'amicizia per lui. Cesare parla con Annibale e gli fa capire che tutti gli uomini hanno il potenziale per essere dei bravi padri. Sofia e Irene cercano di chiarirsi, la ragazza parla con la madre e in lacrime cerca di farle capire che ama Rudi e che non aveva idea che Mimmo si fosse innamorato di lei, Sofia la capisce, infatti le racconta di un uomo che conobbe prima di suo padre (Giulio), e di come abbia dovuto soffocare l'amore che provava per lui visto che a quel tempo era la cosa giusta da fare. Giulio cerca di ragionare con Rudi, tenendogli presente che essendo il fratello maggiore dovrebbe gestire meglio la cosa, ma Rudi non è d'accordo perché questa volta lui non aveva fatto niente di male. Il mattino dopo Rudi decide di andarsene tornando alla Garbatella da solo, intanto uno dei camerieri del bar di Alice chiama Francesco e lo invita a venire perché lei è in preda alla disperazione. Francesco arriva e Alice gli spiega che ha perso il suo anello e sente di averlo deluso un'altra volta. Francesco però la consola, facendole capire che lui la ama ancora, e i due tornano così insieme. L'esame di Nina si rivela un successo, ottenendo un "30 e lode" ma la ragazza si ritira dalla facoltà e rifiuta il voto, capendo che quella del medico non è la sua vocazione e che aveva intrapreso quella strada solo per suo padre. Il campeggio non ha avuto gli effetti sperati, Annibale annuncia a Giulio che ha deciso di adottare un bambino, ma Giulio non è d'accordo perché secondo lui serve una presenza femminile per un figlio, cosa comprovata dal fatto che da quando Lucia è in America lui non ha più avuto controllo su Rudi, Mimmo e Alice. Rudi torna a casa e trova Irene, i due dopo una breve conversazione si baciano e finiscono a letto insieme, Rudi capisce di provare qualcosa per lei ma ritiene che per il momento è meglio tenere la loro storia nascosta. Giulio e gli altri tornano a casa, Mimmo fa pace con Rudi su consiglio di Annibale, il quale gli ha fatto capire che quando due fratelli smettono di volersi bene, smettono pure di essere fratelli. Giulio, notando come Annibale abbia gestito bene la cosa tra Mimmo e Rudi, rivaluta la sua opinione sul fatto che Annibale non possa avere figli, scusandosi con lui perché aveva detto quelle cose solo per sfogare la sua frustrazione per la lontananza di Lucia. Annibale torna da Luigi affermando di volere un bambino con lui ma Luigi non è intenzionato a tornare con Annibale perché ormai non si fida più di lui.
- Guest star: Giancarlo Ratti (Antonio Barilon).
- Ascolti Italia: telespettatori 3 544 000 - share 13,98%[9]

## C'era un figlio in America
- Diretto da: Francesco Pavolini
- Scritto da: Eleonora Babbo, Fabrizio Cestaro, Valerio Cilio, Stefano Di Santi, Federico Favot, Simona Giordano, Francesco Magali

### Trama
Annibale, triste dopo la separazione da Luigi, inizia a seguire la "terapia" di Stefania, che consiste nel giocare ai videogiochi e nel fare pesi per sfogarsi. Nel frattempo Giulio deve accompagnare Sofia ad un colloquio per il trapianto di cuore, e dice a Lucia che invece va a Lecce per lavoro.
Federico va a casa di Nina e le porta una lettera dove c'è il suo voto convalidato degli esami. La puntata prosegue con l'arrivo di Corrado in bottiglieria (figlio di Augusto, Corrado non lo sa) appena lo vede, Augusto scappa, ma successivamente convinto da Cesare, confessa tutto al ragazzo che lo manda a quel paese. Mimmo e il suo amico Ennio diventano famosi tra i ragazzi della scuola per aver pubblicato il trailer del loro cortometraggio. Intanto Augusto incontra suo figlio Corrado e decide di prestargli 10 000 euro che gli servono per pagare alcuni debiti in America. Corrado per ringraziarlo vuole che Augusto lo porti nel posto dove si erano conosciuti lui e sua madre, così vanno in un centro scommesse, dove i due scommettono una piccola somma in ricordo della madre. Fortuna vuole che i due vincono, così giocano ancora fino ad arrivare a vincere circa 2 000 euro. Francesco e Nina intanto passano insieme una giornata al mare, mangiando in un ristorante sulla spiaggia. Dopo aver rubato due aragoste per divertimento, i due le liberano in mare e tornano in città. Al loro ritorno, a spiarli c'è Federico, il professore fidanzato con Nina. Rientrato al bar, Francesco trova la scritta: "Mi vuoi sposare?" lasciata da Alice; commosso e sorpreso, il ragazzo dice di sì alla ragazza. Rudi una volta arrivato, chiama Irene e si chiarisce con lei. Il ragazzo le dice che non sa che cosa vuole, e che se è partito è anche per stare lontano da lei e che per il momento ha bisogno di stare da solo. Intanto Mimmo ed Ennio a Roma, escono con due ragazze, e mentre sono fuori, Alessio si presenta nel gruppo di Mimmo e gli tira un pugno, confessando al ragazzo che Irene è andata a letto con suo fratello e che d'ora in poi deve lasciarla in pace. Giulio e Sofia nel frattempo parlano della situazione della donna, quest'ultima vuole trovare il coraggio di dire la verità ai suoi figli, e cerca conforto in Giulio, che nel frattempo riceve la notizia che Francesco ed Alice si sposano. L'indomani Alessio si presenta a casa di Irene e confessa alla ragazza che ha detto tutta la verità a Mimmo, Irene si arrabbia molto col ragazzo e lo caccia di casa. Cesare intanto è felicissimo per l'arrivo di Matilde, ma è anche triste perché gli manca Pamela. Stefania nel frattempo viene cacciata dalla "comunità dei single", per il semplice fatto che lei non ha bisogno di partecipare a delle sedute terapeutiche. Intanto Corrado chiama Augusto per incontrarsi con lui al centro scommesse, l'uomo si presenta all'incontro, però è costretto a mentire a Cesare. Una volta arrivato, Augusto vede Corrado giocare e infine perdere 7 000 euro. Così il padre si fa venire in mente un'idea: chiedere i soldi ad uno strozzino. Dopo pochi minuti Augusto e Corrado si rincontrano al parco, dove Augusto dà al figlio altri 10 000 euro prima di partire, dicendo che questa volta sono un suo regalo e che se li è fatti prestare da Cesare. Federico intanto cerca di convincere Nina a tornare sui suoi passi, ovvero tornare dell'idea di diventare medico. La ragazza però non è convinta e si arrabbia con Federico, così lui le dice che tutto il casino che ha in testa è solo per un motivo: perché si è innamorata di Francesco. Irene si scusa con Mimmo per il comportamento di Alessio, ma lui le dice che sa tutto di lei e Rudi. Irene cerca di chiarire con Mimmo, ma lui si scaglia subito contro di lei e se ne va deluso. Stefania conosce Luca, un meccanico che assomiglia molto ad Ezio per i suoi modi di fare e per i suoi disastri, e sembra che la donna provi molta simpatia per lui. Così decide di offrirgli la sua officina facendolo diventare socio in affari con lei. Cesare, dopo aver parlato con Annibale e aver capito che non può rinunciare a Pamela, corre da lei in libreria, chiedendole scusa e dicendole che vuole che torni a vivere con lui insieme a Matilde. Pamela accetta le sue scuse e i due fanno pace. Francesco conferma la notizia del matrimonio a Nina e, in preda alla gioia, il ragazzo le chiede di fargli da testimone di nozze. Nina però confessa al ragazzo di essersi lasciata con Federico e che ha bisogno di allontanarsi da Roma per un po'. Giulio e Sofia tornano a Roma, la donna rientrata a casa nota la tristezza di Irene. La ragazza poi racconta alla madre della chiamata di Rudi. Inoltre scopre della separazione tra Nina e Federico, e dell'uscita dall'università da parte di lei. Nina poi le dice anche che vuole allontanarsi da Roma. A questo punto Sofia crolla e racconta la verità del suo malore e dell'operazione a Nina.
- Guest star: Giancarlo Ratti (Antonio Barilon).
- Altri interpreti: Gianmaria Martini (Corrado) e Marco D'Alberti (medico di Genova)
- Ascolti Italia: telespettatori 3 410 000 - share 13,27%[10]

## Il più bel giorno della sua vita
- Diretto da: Francesco Pavolini
- Scritto da: Eleonora Babbo, Fabrizio Cestaro, Valerio Cilio, Stefano Di Santi, Federico Favot, Simona Giordano, Francesco Magali

### Trama
Sofia è in attesa del trapianto di cuore e Giulio si trova diviso tra i preparativi del matrimonio di Alice e Francesco e il sostegno che non fa mancare all'amica. Quest'ultima aiuta Giulio nell'organizzazione del matrimonio, mentre Lucia è sempre più distante, anche dal cuore dell'uomo. Augusto, intanto, riesce a saldare il suo debito con lo strozzino vendendo la maglia autografata di Totti che c'era in bottigliera e racconta poi tutta la verità a Cesare, che lo perdona ancora una volta. Mimmo e Rudi, tornato da Londra per il matrimonio, riescono a riappacificarsi dopo nuove incomprensioni, e Mimmo ritrova anche l'amicizia di Irene. Stefania, proprio mentre sta per ricominciare a rivolgere lo sguardo al genere maschile, scopre che il tanto gentile Luca è gay. Infatti quando Luca conosce Annibale i due si piacciono subito. Visti i problemi in bottiglieria, Alice e Francesco organizzano per fare il matrimonio nel loro locale. Intanto arriva Nina che ha una sorpresa per il ragazzo e gli chiede di seguirla. Sofia ammette con l'amica Annamaria di essersi innamorata di nuovo di Giulio; infatti la donna si è ripromessa di evitarlo, ma quando lui le chiede di accompagnarlo a comprare un vestito nuovo per il matrimonio lei non riesce a dire di no, e per giunta devono andare con una macchina d'epoca uguale a quella dei loro ricordi, procurata da Luca su richiesta di Stefania per il matrimonio di Alice. Giulio cerca conforto in Sofia perché le dice di sentirsi solo, specialmente dopo aver saputo che Marco non andrà al matrimonio per non incontrare Eva. Nina e Francesco sono sempre più vicini e, ancora una volta, grazie all'amica Francesco riesce a superare il blocco psicologico che lo teneva legato alla sedia e finalmente riesce a camminare di nuovo. Così il ragazzo fa una sorpresa ad Alice e torna con le sue gambe al locale. Ora potrà attendere Alice all'altare, ma forse proprio questo feeling con Nina fa nascere i primi dubbi nel ragazzo su queste nozze. Giulio, dopo molti momenti intensi con Sofia, le confessa che quell'unica sera che passarono insieme tanti anni fa, fu bellissima per lui ed è per questo che dovette allontanarsi da lei, perché stava iniziando a provare dei sentimenti per la donna. I due quasi si baciano, ma si interrompono solo per l'arrivo della telefonata tanto attesa dalla donna: c'è un cuore per lei; ora dovrà raccontare tutto ai figli.
- Altri interpreti: Franca Abategiovanni (preside Zuppante).
- Ascolti Italia: telespettatori 3 575 000 - share 14,06%[11]

## Ti amo troppo per (non) dirtelo
- Diretto da: Francesco Pavolini
- Scritto da: Eleonora Babbo, Fabrizio Cestaro, Valerio Cilio, Stefano Di Santi, Federico Favot, Simona Giordano, Francesco Magali

### Trama
Dopo che Sofia rende i suoi figli partecipi del suo segreto riguardo ai suoi problemi cardiaci e alla sua operazione, decide, alla vigilia dell'operazione, di organizzare una festa alla quale prendono parte i suoi figli (tranne Irene), Cesare, Augusto, Annibale, Stefania, Annamaria, Rudi, Francesco e Alice, mentre Giulio decide di non parteciparvi. Annibale capisce che il fratello è innamorato di Sofia, e che fa così perché vuole starle il più lontano possibile per evitare complicazioni. Gradualmente anche altre persone prendono parte alla festa: Federico, che vuole stare vicino a Nina come amico, Luca, che Stefania cerca di sistemare con Annibale, Alfredo, il quale è evidentemente attratto da Stefania, e infine Matilde, che (con la complicità di Pamela e Stefania) nasconde un segreto a Cesare. Alice e Francesco, nel mentre, cercano di ultimare i preparativi del loro matrimonio, ma Alice non riesce a ignorare gli sguardi intensi che il suo fidanzato e Nina continuano a scambiarsi. Cesare scopre un test di gravidanza positivo e pensa che Pamela sia incinta, così inizia a ricoprire la donna di attenzioni. Durante la festa però, lei gli dice che non è lei ad aspettare un bambino: Cesare così capisce che è Matilde ad essere incinta. Su richiesta di Giulio, Rudi e Mimmo cercano Irene, la quale si nasconde nel capanno degli attrezzi di Giulio; infine Mimmo la porta al lago dove in passato le ceneri di sua madre furono sparse, e convince l'amica a restare vicino alla madre e di perdonarla per i segreti mantenuti. Finita la festa tutti tornano a casa. Francesco, nonostante i sentimenti per Nina, è intenzionato a rispettare l'impegno preso con Alice, ma è proprio quest'ultima a sorprenderlo chiedendogli di lasciarla, capendo di non poter stare con lui quando è evidente che è innamorato di un'altra. Sofia va da Giulio dicendogli che capisce le motivazioni che lo hanno spinto a non venire alla festa, ma gli chiede di venire lo stesso all'ospedale il giorno dell'operazione, cosa che per lei è molto importante: Giulio le promette di essere presente. L'indomani Pamela spiega a Cesare che ci sono cose peggiori di una figlia che rimane incinta a 16 anni: Cesare capisce e, nonostante la delusione, decide di stare vicino a Matilde durante la sua gravidanza. Annibale e Luca decidono di iniziare a frequentarsi e inoltre si scopre che Luca è il padre di Alessio, il bullo della scuola; il ragazzo però non è a conoscenza dell'omosessualità del padre. Stefania finisce a letto con Alfredo ma durante la mattinata qualcuno bussa alla sua porta: è Ezio. Alice, in seguito alla rottura con Francesco, decide di partire per Londra proprio il giorno dell'operazione di Sofia, per raggiungere sua madre, e supplica Giulio di venire via con lei, perché ha bisogno anche del suo sostegno: l'uomo quindi decide di partire per Londra, infrangendo la promessa fatta a Sofia. Tutti sono all'ospedale per stare vicini a Sofia; Federico decide di fare un ultimo tentativo per riconquistare Nina annunciandole che ha lasciato sua moglie ma la ragazza non vuole tornare con lui e i due si dicono addio da buoni amici. Francesco arriva in ospedale raggiungendo Nina, dicendole che tra lui e Alice è finita e che ama solo lei; i due quindi suggellano il loro amore con un lungo bacio passionale. Contro ogni pronostico, anche Giulio giunge in ospedale, infatti l'uomo non ha preso l'aereo per Londra con Alice. Giulio infine raggiunge Sofia qualche istante prima dell'operazione e le dichiara il suo amore, da lei ricambiato: alla fine i due si baciano. Prima dell'operazione, Ivan, Irene e Nina abbracciano la madre, poi Sofia dà a Giulio il permesso di dire a Nina la verità riguardo alla sua paternità. L'episodio si conclude con Sofia che entra in sala operatoria, mentre guarda Nina e Giulio che si allontanano nel corridoio dell'ospedale, con lui che finalmente potrà dire la verità a sua figlia.
- Guest star: Angelica Cinquantini (Matilde)
- Ascolti Italia: telespettatori 4 132 000 - share 17,38%[12]
- Nota: l'episodio ha una durata di 100 minuti.

- La serie si è conclusa con un finale aperto.